# Jüdische Gemeinde Kostelec nad Labem
Koordinaten: 50° 13′ 37,4″ N, 14° 35′ 2″ O
Die Jüdische Gemeinde in Kostelec nad Labem (deutsch Elbekosteletz, früher auch Elbkosteletz), einer Stadt im Okres Mělník in Tschechien, entstand in den 1860er Jahren und wurde durch den Holocaust ausgelöscht.

## Geschichte

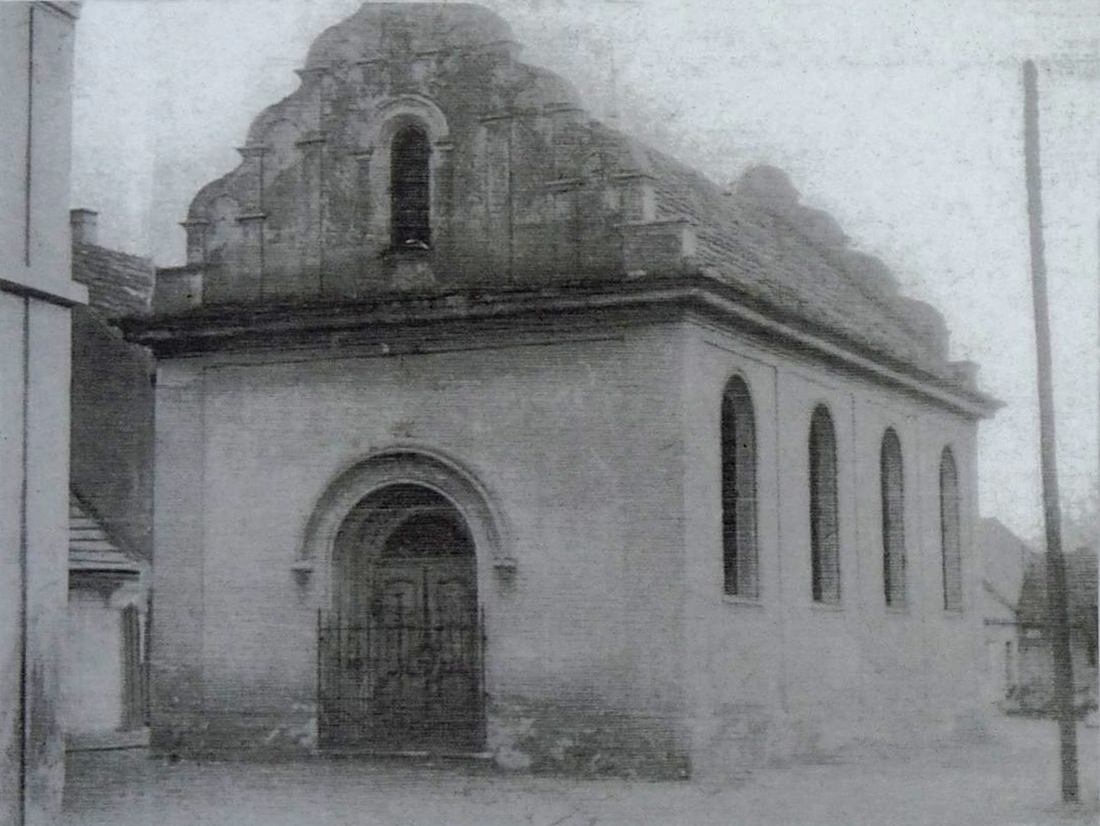
Die Synagoge in Kostelec wurde in den 1950er Jahren abgerissen

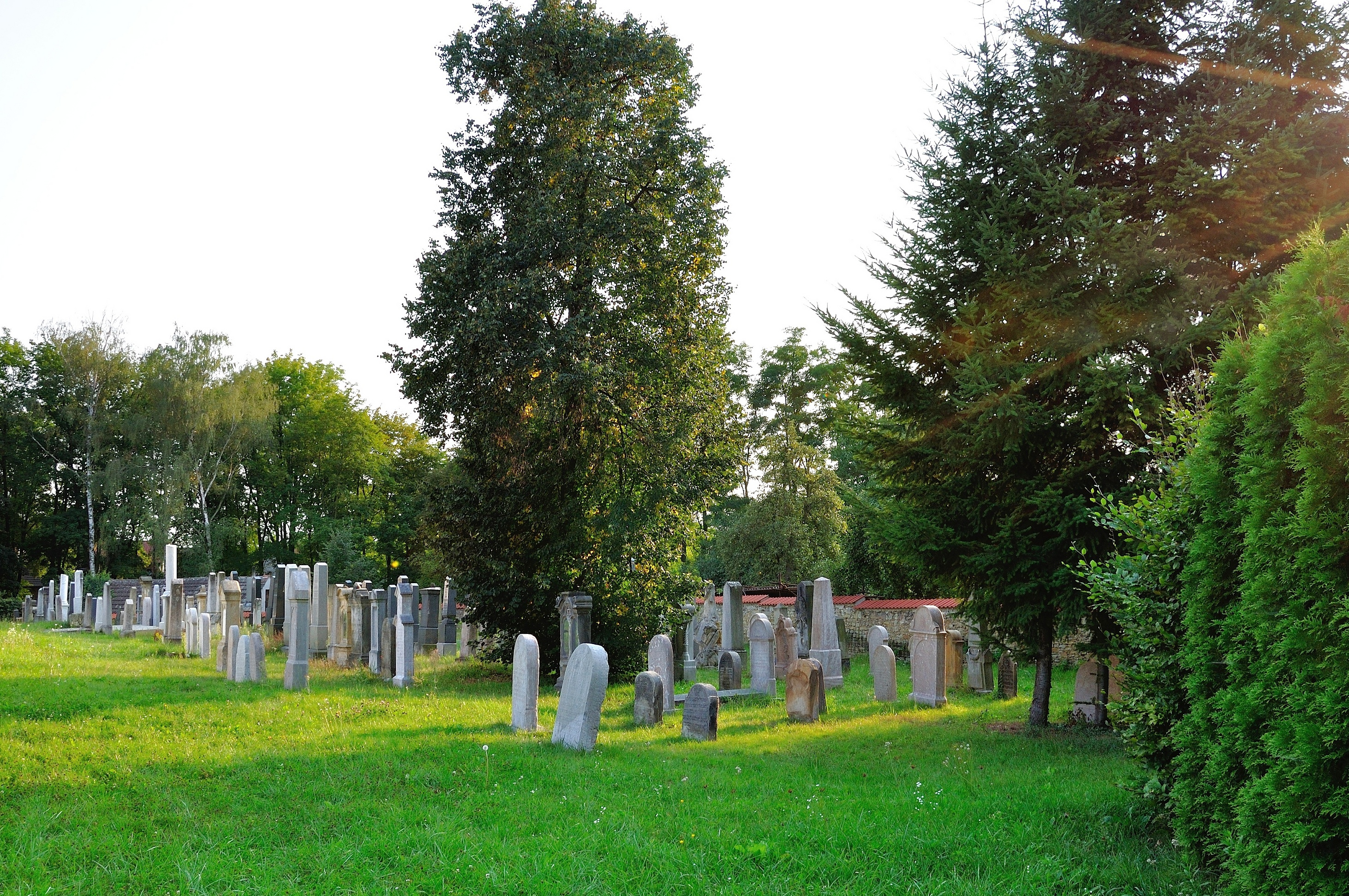
Jüdischer Friedhof in Kostelec

Die ersten urkundlichen Erwähnungen von Juden in Kostelec stammen aus dem späten 16. Jahrhundert.
Nach der Vertreibung in der Zeit nach 1650 gründete sich erst wieder in den 1860er Jahren eine Israelitische Kultusgemeinde, der  circa 20 Familien angehörten. Bald setzte jedoch die Abwanderung, wie auch in anderen Landjudengemeinden, in die größeren Städte ein. 1930 lebten in Kostelec nur noch 18 Personen jüdischen Glaubens.
Neben einer Synagoge verfügte die jüdische Gemeinde über einen Friedhof, der wohl bereits im 16. Jahrhundert angelegt wurde.
Der wichtigste Erwerbszweig der Juden in Kostelec war der Handel mit Vieh und anderen Produkten.

### Zeit des Nationalsozialismus
In den Jahren 1941/42 wurden die jüdischen Bewohner von Kostelec ins Ghetto Theresienstadt oder direkt in die Vernichtungslager im besetzten Polen deportiert.